# Castello di Lettere
Il castello di Lettere è stata una struttura militare di Lettere in uso dal X secolo fino al termine della dominazione aragonese; dopo un periodo di abbandono, che l'ha ridotto ad un rudere, è stato restaurato e reso visitabile.

## Storia

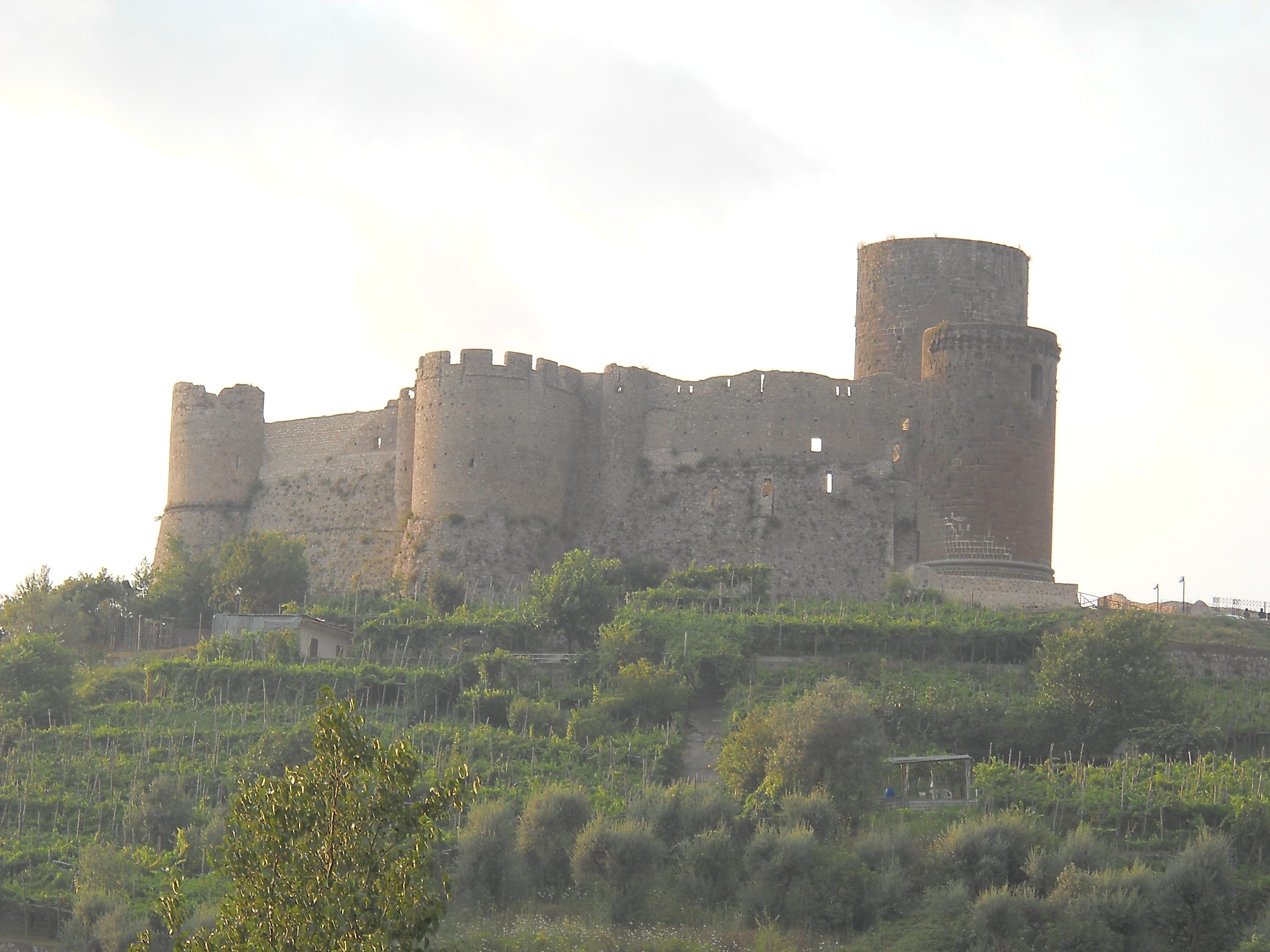
Veduta del castello

Il castello, che sorge ad un'altezza di circa 340 metri, sulla collina di San Nicola del Vaglia, fu costruito probabilmente sotto Mansone I di Amalfi dopo la conquista del borgo di Castrum Licterensis da parte degli Amalfitani: la principale funzione della struttura era quella di confine e prevenire eventuali attacchi dal golfo di Napoli al ducato di Amalfi; il castello inoltre proteggeva entro le sue mura una chiesa, alcune abitazioni e diverse botteghe. Con l'arrivo dei Normanni la fortezza fu ampliata: furono costruite infatti nuove mura, una nuova porta, dotata di ponte levatoio e protetta da un camminamento con arcieri e a poca distanza dal castello fu costruita la cattedrale di Santa Maria Trinitatorum, in stile romanico, con decorazioni in tufo giallo e verde. Durante la fase Sveva, il feudo di Lettere, passò nel 1263 a Riccardo Filangieri: a lui si devono la costruzione del mastio e di una torre. Con l'arrivo degli Angioini, il castello fu protagonista nella guerra del vespro e venne notevolmente ampliato e strutturato in modo da poter ospitare i nuovi sistemi difensivi: fu ampliata la cinta muraria, costruita una nuova torre nel lato sud, affiancata da due piccole torrette, armate con armi da fuoco e furono costruiti dei corridoi pensili in modo tale da mettere in comunicazione i vari camminamenti. Durante la dominazione Aragonese, persa la sua funzione difensiva, fu trasformato in residenza privata e nelle possenti mura furono aperte numerose finestre; nel 1529, fu venduto a Isabella de Caprona che così lo descriveva:
Persa in seguito qualsiasi funzione sia militare che abitativa, il conseguente stato di abbandono lo ridusse a un rudere: soltanto tra la fine del XX e l'inizio del XXI secolo sono stati effettuati importanti lavori di ristrutturazione, grazie ai quali è stato possibile recuperare le mura perimetrali e le torri, riportandolo almeno in parte all'antico splendore. Inoltre nel luglio 2007, nell'area intorno al castello sono iniziati alcuni scavi archeologici che hanno riportato alla luce diverse strutture che si ricollegavano alla fortezza: una casatorre del X secolo e resti di edifici realizzati in pietra calcarea, uniti con malta di calce.

## Descrizione
Il castello è a forma trapezoidale con quattro torri: una, chiamata Torre del Grano, in quanto utilizzata come deposito del cereale, è più bassa rispetto alle altre tre, le quali presentano una base scarpata; in una torre inoltre è stato ricavato anche un lavatoio in muratura e diverse vasche. Il mastio è a pianta poligonale e fu edificato durante l'epoca sveva, con mattoni di tufo rosso, e ristrutturato durante la fase angioina. Due le porte di accesso: la principale, a saracinesca, di cui rimangono solo gli stipiti ed una, più piccola, situata ad est, andata però completamente distrutta; sullo stesso versante sono ancora presenti le mura con doppia merlatura e torrette. All'interno del castello si notano bassi muretti, quasi certamente basamenti di mura di diverse costruzioni e strutture con coperture a volta, probabilmente delle cisterne o una cappella.